# Objeto cisneptuniano
Un objeto cisneptuniano es, literalmente, un cuerpo astronómico localizado dentro de la órbita de Neptuno. Sin embargo el término suele emplearse para referirse a todos aquellos pequeños objetos distantes diferentes de los objetos transneptunianos; es decir, todos los cuerpos de tamaño subplanetario orbitando a Sol "en" o "dentro de" la distancia a la que lo hace Neptuno, pero "fuera" de la órbita de Júpiter, esto incluye los planetas menores helados conocidos como centauros y los troyanos de Neptuno.
Los centauros orbitan el Sol entre Júpiter y Neptuno, a menudo cruzan las órbitas de los grandes planetas. Hay una creciente sensación de que los centauros pueden ser simplemente objetos similares a objetos del disco disperso que se daban hacia el interior del cinturón de Kuiper en lugar de hacia el exterior, haciéndolso objetos cisneptunianos en lugar de transneptunianos del Disco disperso.
Los troyanos de Neptuno, llamados en analogía a los asteroides troyanos de Júpiter, son una reserva estable de pequeños cuerpos que comparten la órbita de Neptuno. En agosto de 2010, todos los troyanos de Neptuno conocidos, excepto uno, se encuentran en una región alargada en torno al L4 60.º por delante de Neptuno.